# Eligmoderma ziczac
Eligmoderma ziczac là một loài bọ cánh cứng trong họ Cerambycidae.